# Feldhofer

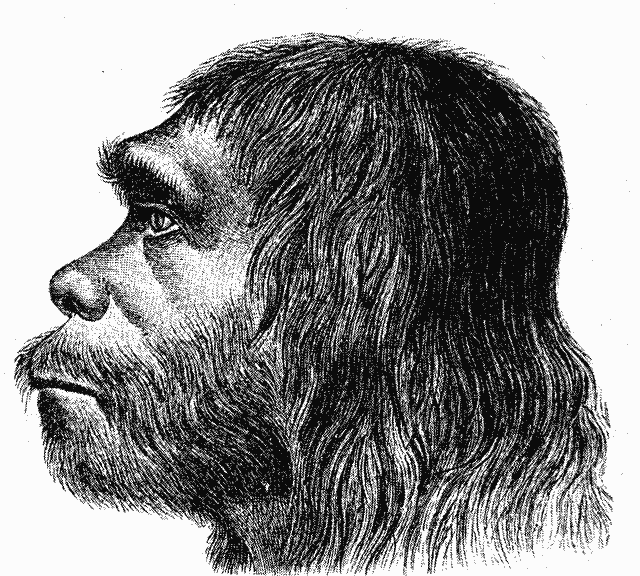
La primera reconstrucción del Hombre de Neandertal en 1888.

La cueva de Feldhof o Kleine Feldhofer Grotte (alemán: "pequeña gruta de Feldhofer") es un yacimiento arqueológico y paleoantropológico de Alemania.

## Situación
Ubicada en el Valle de Neander (Neandertal en alemán), un antiguo desfiladero del río Düssel (destruido desde 1849 hasta 1940), entre Wuppertal y Düsseldorf, adquirió renombre por haber sido el lugar donde se encontró el fósil llamado Neandertal 1 en 1856, el espécimen que hizo famoso al Hombre de Neandertal.
Se trrata de una pequeña cueva dentro del complejo de hasta nueve cuevas que se registran como existentes en el valle. En concreto, la cueva Feldhof se situaba en la ladera sur. El nombre de la cueva se debe a su proximidad a una cercana y amplia granja llamada Feldhof.
En palabras de Charles Lyell:

Me refiero al cráneo encontrado en 1857 en una cueva situada en la parte del valle Düssel, cerca de Dusseldorf, llamada Neanderthal. El lugar es un profundo y angosto barranco a unos 110 km al noreste de la región de las cuevas de Lieja tratado en el último capítulo, y cerca de la villa y estación de ferrocarril de Hochdal, entre Dusseldorf y Elberfeld. La cueva está en la ladera derecha del sinuoso barranco, unos 18 m sobre el arroyo y unos 30 m bajo la cumbre del acantilado.

## Historia del yacimiento
El valle era un sitio de interés para la construcción, y en el transcurso de la explotación de la zona se hallaron unos restos fósiles que hoy son conocidos como Neandertal 1, atribuidos originalmente por los trabajadores de la zona a restos de oso. La cueva fue destruida y olvidada hacia el año 1900.
Todos los restos extraídos de la cueva para vaciarla, fueron arrojados en algún lugar del valle que servía como basurero minero de la zona (no solo de la cueva), cuya localización quedó en el olvido, y junto a la pobreza y poco o ningún rigor científico en la extracción y obtención de los restos, solo se conservaron los huesos de Neanderthal 1, y el sitio no pudo ser bien datado.

## Nuevas excavaciones
No fue hasta 1997 que Schmitz y el arqueólogo Jürgen Thissen buscaron y encontraron la localización de dicho vertedero. Se encontraron restos de fauna y flora, más huesos humanos, así como herramientas micoquienses y gravetienses, lo que implicaba la presencia no solo de neandertales, sino también de Homo sapiens, por lo que había que tener cuidado con la clasificación de los nuevos fósiles. Se sabe que parte de los restos de este depósito correspondían a la cueva Feldhofer gracias a unos fragmentos que correspondían a Neanderthal 1.
En el año 2000, se hicieron nuevos proyectos de excavación en la zona.

## Datación
Gracias a los restos de fauna y flora y a los restos de industria lítica y a la datación por radiocarbono, el contexto del yacimiento y de Neandertal 1 ha sido datado, en 2002, en el pleistoceno superior, en concreto, en unos 40 000 años de antigüedad.